# Juri Pawlowitsch Falin
Juri Pawlowitsch Falin (russisch Юрий Павлович Фалин; * 2. April 1937 in Moskau; † 3. November 2003 ebenda) war ein russischer Fußballspieler, der vorwiegend im offensiven Mittelfeld agierte.

## Laufbahn

### Verein
Falin begann seine Laufbahn als Erwachsenenfußballer bei seinem „Heimatverein“ Torpedo Moskau, mit dem er 1960 sowohl den sowjetischen Meistertitel als auch den sowjetischen Pokalwettbewerb gewann.
Anschließend wechselte er zum Stadtrivalen Spartak Moskau und gewann mit Russlands populärstem Fußballverein ein weiteres Mal den Meistertitel (1962) sowie noch zweimal den Pokal (1963 und 1965).
Außerdem verbrachte Falin jeweils noch eine Spielzeit bei Qairat Almaty und Schinnik Jaroslawl.

### Nationalmannschaft
Zu seinem ersten Länderspieleinsatz für die Fußballnationalmannschaft der UdSSR kam Falin am 18. Mai 1958 in einem Testspiel gegen England, das 1:1 endete und in dem auch seine Mannschaftskameraden von Torpedo, Walentin Iwanow und Eduard Strelzow, mitwirkten. Falin gehörte auch zum WM-Aufgebot der sowjetischen Mannschaft bei der WM 1958, wo er im entscheidenden Spiel um den zweiten Platz in der Vorrundengruppe gegen denselben Gegner zum Einsatz kam. Dieses wurde 1:0 gewonnen und die Mannschaft der UdSSR unterlag anschließend (ohne Falin) im Viertelfinale Gastgeber Schweden mit 0:1 und schied aus.
Nach seinem WM-Einsatz kam Falin erst im November 1964 zu seinem nächsten und zugleich letzten Länderspieleinsatz in einem Testspiel gegen Algerien, das 2:2 endete.

## Erfolge
- Sowjetischer Meister: 1960, 1962
- Sowjetischer Pokalsieger: 1960, 1963, 1965